# Arrondissement administratif de Charleroi
Pour les articles homonymes, voir Arrondissement de Charleroi.
L'arrondissement administratif de Charleroi est l'un des sept arrondissements de la province belge de Hainaut (Région wallonne). L'arrondissement a une superficie de 475,93 km2 et comptait au 1er janvier 2025, 401 979 habitants, soit une densité de population de 844,61 habitants/km2
Cet arrondissement administratif fait partie de l'arrondissement judiciaire du Hainaut.

## Histoire
Il est l'héritier de l'arrondissement de Charleroi créé sous le Premier Empire qui cessa d'exister en tant qu'arrondissement français le 11 avril 1814.
En 1818, les cantons de Beaumont, Binche, Chimay, Merbes-le-Château et Thuin ont été transférés à l'arrondissement de Thuin, nouvellement créé. L'arrondissement de Charleroi a alors perdu presque deux tiers de son territoire[réf. nécessaire] et près de la moitié de ses habitants.
En 1977, l'ancienne commune de Boignée fut rattachée à l'arrondissement de Namur et une partie du territoire de Familleureux fut cédée à l'arrondissement de Soignies.
Les communes de Manage et de Seneffe sont transférées le 1er janvier 2019 dans l'arrondissement administratif de Soignies par décret du 25 janvier 2018 modifiant des articles relatifs au code de la démocratie locale et de la décentralisation de la région wallonne,.

## Communes et leurs sections

### Communes
- Aiseau-Presles
- Chapelle-lez-Herlaimont
- Charleroi
- Châtelet
- Courcelles
- Farciennes
- Fleurus
- Fontaine-l'Évêque
- Gerpinnes
- Les Bons Villers
- Montigny-le-Tilleul
- Pont-à-Celles

### Sections
- Acoz
- Aiseau
- Bouffioulx
- Brye
- Buzet
- Chapelle-lez-Herlaimont
- Charleroi
- Châtelet
- Châtelineau
- Couillet
- Courcelles
- Dampremy
- Farciennes
- Fleurus
- Fontaine-l'Évêque
- Forchies-la-Marche
- Frasnes-lez-Gosselies
- Gerpinnes
- Gilly
- Godarville
- Gosselies
- Gougnies
- Goutroux
- Gouy-lez-Piéton
- Heppignies
- Joncret
- Jumet
- Lambusart
- Landelies
- Leernes
- Liberchies
- Lodelinsart
- Loverval
- Luttre
- Marchienne-au-Pont
- Marcinelle
- Mellet
- Monceau-sur-Sambre
- Montignies-sur-Sambre
- Montigny-le-Tilleul
- Mont-sur-Marchienne
- Obaix
- Piéton
- Pironchamps
- Pont-à-Celles
- Pont-de-Loup
- Presles
- Ransart
- Rèves
- Roselies
- Roux
- Saint-Amand
- Souvret
- Thiméon
- Trazegnies
- Viesville
- Villers-Perwin
- Villers-Poterie
- Wagnelée
- Wanfercée-Baulet
- Wangenies
- Wayaux

## Démographie
La diminution au 1er janvier 2020 s'explique par une redéfinition des limites d'arrondissements en vigueur depuis le 1er janvier 2019.
- Source: DGS , de 1806 à 1970=recensements population; à partir de 1980 = nombre d'habitants chaque 1 janvier[1]